# Pollen-vanga
A Pollen-vanga (Xenopirostris polleni) a madarak osztályának verébalakúak (Passeriformes) rendjébe és a vangagébicsfélék (Vangidae) családjába tartozó  faj.

## Rendszerezése
A fajt Hermann Schlegel német ornitológus írta le 1868-ban, a Vanga nembe Vanga polleni néven. Nevét François Pollen holland természettudós tiszteletére kapta.

## Előfordulása
Madagaszkár keleti részén honos. Természetes élőhelyei a szubtrópusi vagy trópusi síkvidéki és hegyi esőerdők. Állandó, nem vonuló faj.

## Megjelenése
Átlagos testhossza 24 centiméter. Feje fekete, vastag, erős csőre világos színű.

## Természetvédelmi helyzete
Az elterjedési területe elég nagy, egyedszáma viszont ismeretlen. A Természetvédelmi Világszövetség Vörös listáján mérsékelten fenyegetett fajként szerepel.